# Paris Is Burning
Paris Is Burning è un film documentario del 1990 diretto della regista statunitense Jennie Livingston. Il documentario, incentrato sulla scena della ball culture di New York, esplora le vite delle comunità emarginate di omosessuali, transgender e drag queen, afroamericani e latinoamericani sul finire degli anni 80 e trae il suo nome dalla celebre drag queen Paris Dupree. Nel 2016 la Biblioteca del Congresso ha inserito il film nel National Film Registry per i suoi meriti "culturali, storici ed estetici".

## Trama
Nell'arco di sei anni la regista Jennie Livingston ha realizzato interviste a personalità di spicco della scena newyorchese ballroom, tra cui Pepper LaBeija, Dorian Corey, Angie Xtravaganza e Willi Ninja. Le interviste sono intervallate da scene delle competizioni ballroom, che dimostrano quanto spiegato dalle commentatrici. Nel corso del documentario viene illustrata la regolazione e funzionamento della comunità drag e transgender del periodo, a partire dalla divisione in case ("houses") fino al gergo caratteristico.
Esplorando la scena ballroom, vengono illustrate anche le condizioni di vita delle artiste della comunità latina e afroamericana che ne fanno parte, molte delle quali sono vittime di razzismo, violenza, omofobia, povertà ed AIDS. Alcune delle "queens" vivono in condizione di estrema povertà e sono senza fissa dimora, mantenendosi anche con furtarelli e prostituzione. Il loro orientamento sessuale e di genere espone alcune di loro a grandi pericoli: una delle protagoniste, Venus Xtravaganza, fu infatti assassinata da un cliente nel corso dei sei anni di riprese del documentario. Paris Is Burning esplora anche il rapporto tra cultura drag e transessualità, evidenziando le diverse opinioni in materia delle protagoniste: alcune di loro si sono sottoposte a chirurgia per la ri-assegnazione di genere, mentre altre si sono fatte impiantare solo protesi mammarie senza ricorrere a vaginoplastica.

## Produzione
Dopo la laurea in fotografia e pittura a Yale, Jennie Livingston si trasferì a New York nella seconda metà degli anni ottanta per proseguire con gli studi cinematografici alla New York University. Vivendo nel Greenwich Village, Livingston cominciò a interessarsi alla cultura drag dopo aver visto due giovani gay fare voguing nel suo quartiere; iniziò quindi a lavorare ad un progetto sulla ball culture per un progetto universitario, che si trasformò poi in un progetto di sei anni che culminò appunto con la realizzazione di Paris Is Burning. Il documentario, dalla durata di 78 minuti, fu ottenuto da oltre settantacinque ore di riprese.
Nel corso delle riprese la comunità documentata da Livingston subì profondi cambiamenti: il voguing entrò nella cultura di massa nel 1989 grazie a Madonna, mentre la crisi dell'AIDS decimò i protagonisti delle sue scene. Il progetto fu finanziato dal National Endowment for the Arts, che era già stato al centro di polemiche per aver investito fondi pubblici in artisti controversi come Robert Mapplethorpe; per questo Livingston decise di rendere pubblico il meno possibile del contenuto dell'opera prima della distribuzione nei festival cinematografici, per paura di perdere i fondi statali.

## Distribuzione
Il film fu presentato per la prima volta al Toronto International Film Festival il 13 settembre 1990, prima di essere presentato al Sundance Film Festival nel gennaio 1991. La distribuzione al grande pubblico statunitense avvenne invece a partire dal 13 marzo 1991.

## Accoglienza

### Critica
Il documentario fu accolto molto favorevolmente dalla critica cinematografica al momento del suo debutto nel circuito dei festival cinematografici. Il New Yorker, ad esempio, lodò Paris Is Burning e lo definì un bellissimo lavoro, mentre per The Guardian il maggiore punto di forza della pellicola era il fatto che fossero i protagonisti stessi del documentario a narrare in prima persona la loro esperienza.
Più controversa fu invece la ricezione del documentario in ambiente accademico. bell hooks, in particolare, criticò il documentario per aver trasformato un'espressione artistica afroamericana in un puro spettacolo con l'unico scopo di intrattenere un pubblico bianco, criticando inoltre l'"assenza" della stessa Livingston dal documentario.

## Riconoscimenti
- 1990 - Los Angeles Film Critics Association Award
  - Miglior documentario
- 1990 - Frameline Film Festival
  - Miglior documentario
- 1991 - Sundance Film Festival
  - Gran premio della giuria: U.S. Documentary
- 1991 - Teddy Award
  - Miglior documentario
- 1991 - Boston Society of Film Critics
  - Miglior documentario
- 1991 - Seattle International Film Festival
  - Miglior documentario
- 1991 - New York Film Critics Circle Awards
  - Miglior film di saggistica
- 1992 - GLAAD Media Awards
  - Miglior documentario
- 1992 - National Society of Film Critics
  - Miglior documentario
- 1992 - Kansas City Film Critics Circle Awards
  - Miglior documentario

## Influenza culturale
Pur essendo un'opera di finzione, la serie Pose è "fortemente ispirata" a Paris Is Burning. Molti fatti e personaggi della serie TV sono basati su fatti e persone del documentario, mentre altri, come Jose Gutierez Xtravaganza, sono figure realmente esistite e intervistati da Livingston.